# سانتوس لاسيار
سانتوس لاسيار (بالإسبانية: Santos Benigno Laciar)‏ مواليد 31 يناير 1959 في محافظة قرطبة، الأرجنتين، هو ملاكم أرجنتيني يصنف ضمن فئة وزن الذبابة. حقق بطولة المجلس العالمي للملاكمة.

## إحصائيات
خاض خلال مسيرته 101 نزالا، فاز في 79 وتعادل في 11 وخسر في 10. فاز بالضربة القاضية في 30 نزالا.

## روابط خارجية
- سانتوس لاسيار على موقع بوكس ريك (الإنجليزية) (registration required)